# Raymond Pelgrims de Bigard
Raymond Gustave Eugène Auguste Paul Marie Pelgrims de Bigard (Schaarbeek, 2 april 1875 - Groot-Bijgaarden, 14 mei 1955) was een Belgisch industrieel die bekend was om de conservering en restauratie van historische kastelen.
De Bigard bouwde zijn vermogen op aan het begin van de 20e eeuw, maar zag zijn bedrijven vernield in de Eerste Wereldoorlog. Hij werd landelijk bekend door het redden van historische kastelen en gebouwen, te beginnen met het kasteel van Groot-Bijgaarden dat hij in 1903 had gekocht. Bijna dertig jaar lang herstelde hij het in de toestand die op oude prenten te zien was. Dikwijls gebruikte hij recuperatiemateriaal van historische panden die hij niet had kunnen redden. Hij restaureerde ook de kastelen van Beersel en Chimay, het Mercatorhuis in Antwerpen en het Brouwershuis op de Grote Markt van Brussel.
In 1934 stichtte hij de Koninklijke Vereniging der Historische Woonsteden en Tuinen van België. Hij werd de eerste voorzitter van de vereniging en bleef dit tot aan zijn dood in 1955. Eveneens in 1934 mocht hij de Bigard toevoegen aan zijn naam.
Zijn zoon Eugeen-Willy Pelgrims de Bigard erfde zijn kastelen.